# Transferência
Transferência é um fenômeno psíquico pelo qual sentimentos e desejos de uma pessoa em relação a figuras significativas do passado são redirecionados inconscientemente para outras pessoas do presente. Por mais que esteja presente nas mais diversas formas de interação social, como nas relações médico-doente, professor-aluno, a transferência encontra maior expressão e evidência durante uma análise, quando o analisante coloca o analista em uma posição parental.
Sigmund Freud considerou a transferência como fundamental para o início e sustentação de uma análise, uma vez que a corrente de sentimentos amistosos direcionada ao analista, chamada de transferência positiva, favorece o engajamento do paciente na relação terapêutica. No entanto, a frustração de demandas de amor feitas pelo paciente pode desencadear sentimentos hostis em relação ao analista, ao que Freud chamou de transferência negativa. Ambas formas de transferência proporcionam resistência ao tratamento e devem ser manejadas pelo analista sob o ponto de vista profissional e ético.

## Definição
Em Psicanálise, o conceito de transferência sofreu alterações ao longo do tempo. No início, Freud considerava a transferência um deslocamento de afeto de uma ideia para outra. Com os avanços teóricos sobre o Complexo de Édipo, Freud passou a encarar a transferência como desejo inconsciente do paciente de o analista desempenhar figuras parentais, podendo despertar tanto sentimentos amorosos (transferência positiva) quanto hostis (transferência negativa). Como não é possível lembrar todas as lembranças recalcadas, o psicanalista acrescentou à conceituação do termo a ideia de transferência como repetição e ato, no qual o paciente repete inconscientemente comportamentos como uma forma de reviver na fantasia alguma situação real vivida anteriormente.

## Formulação

### A Interpretação dos Sonhos(1900)
Freud assinalou a existência em pacientes neuróticos de ideias excessivamente intensas durante a análise, que pareciam ininteligíveis e desproporcionais, mas que no decorrer do tratamento, surgiam outras ideias que justificavam as sensações causadas pelas primeiras. Nesses casos, as segundas ideias ficavam alheias à consciência, mas suas sensações eram sentidas pelo indivíduo a partir das primeiras ideias, havendo, portanto, uma transposição psíquica de uma ideia para outra. Dessa forma, ao estudar os sonhos em A Interpretação dos Sonhos, o psicanalista vienense postulou que a construção dos sonhos seguem a mesma estrutura. Assim, uma determinada força psíquica de alto valor psíquico cria representações com elementos de baixo valor psíquico, ocorrendo uma “transferência e deslocamento de intensidades psíquicas”.

### Sobre a dinâmica da transferência(1912)
A partir da experiência clínica, Freud notou que as relações amorosas dos pacientes eram marcadas por uma repetição na escolha dos parceiros, havendo um mesmo traço comum a todos eles. Aparelhado com a teoria do inconsciente, o psicanalista concluiu a existência tanto de condições inatas quanto de experiências vivenciadas na infância que determinavam a vida amorosa dos indivíduos. No entanto, no decorrer do desenvolvimento psíquico do indivíduo, apenas uma parte dessas condições permanece consciente ao indivíduo, enquanto a outra jaz na fantasia ou fica totalmente recalcada no inconsciente, alheia ao conhecimento consciente. Dessa forma, a atração e o interesse amoroso das pessoas seriam, em parte, explicados pela transferência de sentimentos antigos às pessoas do presente. Tal fenômeno também ocorre na relação analítica, uma vez que os padrões relacionais e emotivos do analisando são atualizados no presente na figura do analista.
Ainda que a transferência seja vista como repetição no processo analítico de “investimentos libidinais”, também é vista como resistência. Freud viu nos casos de transferência da clínica um exemplo de introversão da libido, um conceito criado por Carl Jung que descreve o momento em que a energia libidinal direcionada à realidade é reduzida e destinada às fantasias inconscientes. Neste momento, Freud considera que a direção do tratamento analítico consiste em trazer a libido de volta à consciência, de modo a ser empregada na realidade e não na fantasia. No entanto, as mesmas forças responsáveis pela introversão da libido também se opõem à sua reversão, uma vez que visam conservar o estado em que a libido se encontra. Segundo Freud, “[as] moções inconscientes não querem ser lembradas, tal como o tratamento o deseja, mas elas almejam se reproduzir, de acordo com a atemporalidade e a capacidade alucinatória do inconsciente”. O psicanalista vienense explica que “a confissão de cada moção de desejo é especialmente dificultada quando deve ser abandonada diante daquela pessoa para a qual a moção é direcionada”. É dessa forma que o esclarecimento da transferência para o analisando deve abranger também as relações que ela estabelece com a resistência.
Freud assinala o caráter ambivalente da transferência ao caracterizá-la como positiva e negativa. A primeira é subdividida na transferência simpática e carinhosa — capaz de chegar à consciência — e a que permanece recalcada no inconsciente, cujas fontes costumam ser de fontes eróticas. Já a transferência negativa abrange os sentimentos hostis. Dessa forma, a direção do tratamento deve visar o esclarecimento da transferência, seja a negativa ou a positiva, que serve à resistência, desvinculando o analista de seu conteúdo.

### Recordar, Repetir e Elaborar(1914)
Em Recordar, Repetir e Elaborar, Freud relata que os pacientes repetem no presente comportamentos associados a eventos passados, o que chamou de "compulsão à repetição", e assinala a importância que deve ser dada pelos psicanalistas a esses padrões para a realização do tratamento. Nesse sentido, a transferência é vista como uma parte da repetição, e a repetição, por sua vez, é uma “transferência do passado esquecido não apenas para o médico, mas também para todos os outros aspectos da situação presente”. Se o paciente obedece ao acordo estabelecido no início do tratamento de não tomar decisões importantes antes do “momento da cura” – tais como iniciar ou terminar um relacionamento amoroso ou um emprego –, então torna-se possível conter a compulsão à repetição antes desta ocorrer, tornando-a inócua. Freud cria uma metáfora para ilustrar essa situação, afirmando que a transferência se abre para a repetição “como um parque de diversões, onde ela tem autorização para se desenvolver com liberdade quase total e é instada a nos mostrar tudo que ficou escondido em termos de pulsões patológicas” na vida do paciente.
Quando o sujeito estabelece transferência com o analista, cria-se uma espécie de "doença artificial" que contém traços da vida real e cuja natureza tem o caráter provisório. Desse modo, a transferência do paciente para o analista permite superar as resistências e viabilizar o despertar de lembranças. No entanto, Freud adverte que apenas comunicar as resistências ao analisando não é o suficiente para livrá-lo delas, inclusive costuma agravá-las. É preciso dar tempo ao paciente para aprofundar na resistência, até então desconhecida, e dar um novo sentido às suas vivências, ou seja, elaborá-las.

### Compêndio de Psicanálise(1938)
Com o temor da própria morte, Freud se propôs a escrever em 1938 um texto que resumisse toda a teoria psicanalítica até então, resultando na redação do Compêndio de Psicanálise. No sexto capítulo, em que discorre sobre a técnica psicanalítica, Freud aponta para o fato de que o paciente, ao iniciar uma análise, vê no analista a “reencarnação” de uma pessoa importante do passado, geralmente o pai ou a mãe, e direciona a ele sentimentos correspondentes a essa pessoa. 
Por um lado, Freud vê a existência da transferência como positiva. Ela é responsável por fazer o analisando sentir à vontade de agradar e ganhar o amor do analista, suspendendo seus sintomas e se sentindo capaz de realizar coisas que antes não conseguia, configurando a transferência uma mola propulsora da análise. A transferência também leva o paciente a colocar o analista como figura parental, concedendo a ele o lugar de seu Supereu. Quanto a este aspecto Freud alerta os analistas para a necessidade de não ocupar esse lugar, ou seja, de não servir de professor, modelo ou ideal para o analisando, uma vez que não é sua tarefa criar pessoas à sua semelhança. Ao analista cabe respeitar a singularidade do paciente.
Por outro lado, em razão de seu caráter ambivalente, a transferência também se apresenta como obstáculo. As exigências de satisfação das demandas de amor do analisando, desde as eróticas até as mais sutis, como querer ser o paciente preferido ou buscar se tornar íntimo do analista, encontram impedimento na relação analítica. O sentimento de frustração decorrente dessa situação resulta em sentimentos hostis direcionados ao analista. Segundo Freud, cabe a este manejar a transferência no tratamento, de modo que o paciente se torne consciente de que os sentimentos do presente são reflexos do passado.